# Месена (митологија)
Месена (грч. Μεσσήνη) је у грчкој митологији била хероина по којој је Месенија добила назив.

## Митологија
Била је Триопова кћерка, која се удала за Поликаона, који је тако постао владар Месеније. Она је успоставила елеусинске мистерије и обожавање бога Зевса. У граду Месени подигнут јој је храм и поштована је као хероина. Њу је помињао Паусанија.